# Torlit d'aigua
El torlit d'aigua (Burhinus vermiculatus) és una espècie d'ocell de la família dels burrínids (Burhinidae) que habita llacs, rius i estuaris de l'Àfrica subsahariana, en gran manera al sud de l'Equador, fins a Sud-àfrica.